# Liste der Staatsoberhäupter 236 v. Chr.
Übersicht
◄◄ | ◄ | 240 v. Chr. | 239 v. Chr. | 238 v. Chr. | 237 v. Chr. | Liste der Staatsoberhäupter 236 v. Chr. | 235 v. Chr. | 234 v. Chr. | 233 v. Chr. | 232 v. Chr. | ► | ►►

Weitere Ereignisse

## Afrika
- Ägypten
  - König: Ptolemaios III. (246–222 v. Chr.)

## Asien
- Baktrien
  - König: Diodotos II. (239–235 v. Chr.)

- Bithynien
  - König: Ziaelas (ca. 254–228 v. Chr.)

- China
  - Han
    - Marquis: An (238–230 v. Chr.)

  - Qin:
    - König: Qin Shihuangdi (246–210 v. Chr.)

  - Wei
    - König: Jingmin (243–228 v. Chr.)

- Iberien (Kartlien)
  - König: Parnawas I. (299–234 v. Chr.)

- Indien
  - Maurya-Reich
    - König: Ashoka (268–232 v. Chr.)

- Japan (Legendäre Kaiser)
  - Kaiser: Kōrei (290–215 v. Chr.)

- Kappadokien
  - König: Ariarathes III. (255–220 v. Chr.)

- Korea
  - Buyeo
    - König: Haemosu (239–195 v. Chr.)

- Partherreich
  - Schah (Großkönig): Arsakes I. (238–217 v. Chr.)

- Pergamon
  - König: Attalos I. (241–197 v. Chr.)

- Pontus
  - König: Mithridates II. (250–220 v. Chr.)

- Seleukidenreich
  - König: Seleukos II. (246–226 v. Chr.)

## Europa
- Bosporanisches Reich
  - König: Leukon II. (240–220 v. Chr.)

- Epirus
  - Königin: Olympias (242–231 v. Chr.)

- Griechenland
  - Sparta
    - König der Agiaden: Leonidas II. (241–235 v. Chr.)

- Makedonien
  - König: Demetrios II. (239–229 v. Chr.)

- Odrysisches Königreich
  - König: Rhescuporis I. (240–215 v. Chr.)

- Römische Republik
  - Konsul: Publius Cornelius Lentulus Caudinus (236 v. Chr.)
  - Konsul: Gaius Licinius Varus (236 v. Chr.)

- Sizilien
  - Syrakus
    - Herrscher: Hieron II. (275–215 v. Chr., ab 260 v. Chr. als König)